# Caterina di Borbone-Clermont
Caterina di Borbone (Liegi, 1440 – Nimega, 21 maggio 1469) fu duchessa consorte di Gheldria dal 1465 fino alla sua morte.

## Origine
Sia secondo lo storico e genealogista francese, Pierre de Guibours, detto Père Anselme de Sainte-Marie o più brevemente Père Anselme, nel suoHistoire généalogique et chronologique de la maison royale de France, che secondo lo scrittore e uomo politico, originario del borbonese, Simon de Coiffier de Moret, nel suo Histoire du Bourbonnais et des Bourbons qui l'ont possédé, Volume 1, Caterina era figlia femmina quartogenita del quinto duca di Borbone, il quarto duca d'Alvernia, Conte di Clermont e conte di Forez, Carlo I e della moglie, Agnese di Borgogna, che, ancora secondo Père Anselme, era figlia del conte di Nevers, Duca di Borgogna, conte di Borgogna (Franca Contea), Artois e Fiandre, Giovanni senza Paura e della moglie, Margherita, figlia del duca di Baviera-Straubing Alberto I, conte di Hainaut e di Olanda e di Margherita di Brieg.
Carlo I di Borbone, sia secondo Père Anselme, che secondo Simon de Coiffier de Moret, era il figlio primogenito del quarto Duca di Borbone, Conte di Clermont e conte di Forez, Giovanni I e della moglie, la duchessa d'Alvernia e contessa di Montpensier, Maria di Berry, che, sempre secondo Père Anselme era la figlia quartogenita del duca di Berry e d'Alvernia e conte di Poitiers e Montpensier, Giovanni di Francia (1340 † 1416) e della prima moglie Giovanna d'Armagnac (24 giugno 1346-1387).

## Biografia
Suo padre, Carlo, morì il 4 dicembre 1456 e fu tumulato nella chiesa del Priorato di Souvigny.
Caterina, a Bruges, il 28 dicembre 1463 sposò il Cavaliere del Toson d'oro ed erede del Ducato di Gheldria, Adolfo di Egmond, figlio del duca di Gheldria Arnoldo di Egmond e della moglie, Caterina di Kleve.
Nel 1465, il marito di Caterina, Adolfo, si sollevò contro il padre, Arnoldo, lo catturò e fu riconosciuto duca di Gheldria.
Caterina morì a Nimega, il 21 maggio 1469 e fu inumata nella chiesa di Santo Stefano.
Il marito, Adolfo, nel 1471, anche per l'intervento del duca di Borgogna, Carlo il Temerario, fu sconfitto ed il padre, Arnoldo, fu reinsediato come duca.
Adolfo di Egmond morì a Tournay, nel 1477, combattendo per rientrare in possesso del ducato.

## Figli
Caterina diede al marito, Adolfo due gemelli:
- Carlo (Grave, 9 novembre 1467-Arnhem, 30 giugno 1538), duca di Gheldria[1];
- Filippa (Grave, 9 novembre 1467-Nancy, 28 febbraio 1547), duchessa consorte di Lorena in quanto seconda moglie di Renato II di Lorena[1].

## Ascendenza
|                              |                        |                              | Genitori                      |  |  | Nonni |  |  | Bisnonni            |  |  | Trisnonni           |  |
|                              |                        |                              |                               |  |  |       |  |  | Luigi II di Borbone |  |  | Pietro I di Borbone |  |
|                              |                        |                              |                               |  |  |       |  |  | Luigi II di Borbone |  |  | Pietro I di Borbone |  |
|                              |                        | Isabella di Valois           |                               |  |  |       |  |  | Luigi II di Borbone |  |  |                     |  |
| Giovanni I di Borbone        |                        |                              |                               |  |  |       |  |  | Luigi II di Borbone |  |  |                     |  |
|                              |                        | Anna di Forez                | Beraldo II delfino d'Alvernia |  |  |       |  |  |                     |  |  |                     |  |
|                              |                        | Anna di Forez                | Beraldo II delfino d'Alvernia |  |  |       |  |  |                     |  |  |                     |  |
|                              |                        | Anna di Forez                | Giovanna di Forez             |  |  |       |  |  |                     |  |  |                     |  |
| Carlo I di Borbone           |                        | Anna di Forez                |                               |  |  |       |  |  |                     |  |  |                     |  |
|                              |                        | Giovanni di Valois           | Giovanni II di Francia        |  |  |       |  |  |                     |  |  |                     |  |
|                              |                        | Giovanni di Valois           | Giovanni II di Francia        |  |  |       |  |  |                     |  |  |                     |  |
|                              |                        | Giovanni di Valois           | Bona di Lussemburgo           |  |  |       |  |  |                     |  |  |                     |  |
| Maria di Berry               |                        | Giovanni di Valois           |                               |  |  |       |  |  |                     |  |  |                     |  |
|                              |                        | Giovanna d'Armagnac          | Giovanni I d'Armagnac         |  |  |       |  |  |                     |  |  |                     |  |
|                              |                        | Giovanna d'Armagnac          | Giovanni I d'Armagnac         |  |  |       |  |  |                     |  |  |                     |  |
|                              |                        | Giovanna d'Armagnac          | Beatrice di Clermont          |  |  |       |  |  |                     |  |  |                     |  |
| Caterina di Borbone-Clermont |                        | Giovanna d'Armagnac          |                               |  |  |       |  |  |                     |  |  |                     |  |
|                              | Filippo II di Borgogna | Giovanni II di Francia       |                               |  |  |       |  |  |                     |  |  |                     |  |
|                              | Filippo II di Borgogna | Giovanni II di Francia       |                               |  |  |       |  |  |                     |  |  |                     |  |
|                              | Filippo II di Borgogna | Bona di Lussemburgo          |                               |  |  |       |  |  |                     |  |  |                     |  |
| Giovanni di Borgogna         | Filippo II di Borgogna |                              |                               |  |  |       |  |  |                     |  |  |                     |  |
|                              |                        | Margherita III delle Fiandre | Luigi II di Fiandra           |  |  |       |  |  |                     |  |  |                     |  |
|                              |                        | Margherita III delle Fiandre | Luigi II di Fiandra           |  |  |       |  |  |                     |  |  |                     |  |
|                              |                        | Margherita III delle Fiandre | Margherita di Brabante        |  |  |       |  |  |                     |  |  |                     |  |
| Agnese di Borgogna           |                        | Margherita III delle Fiandre |                               |  |  |       |  |  |                     |  |  |                     |  |
|                              |                        | Alberto I di Baviera         | Ludovico il Bavaro            |  |  |       |  |  |                     |  |  |                     |  |
|                              |                        | Alberto I di Baviera         | Ludovico il Bavaro            |  |  |       |  |  |                     |  |  |                     |  |
|                              |                        | Alberto I di Baviera         | Margherita II di Hainaut      |  |  |       |  |  |                     |  |  |                     |  |
| Margherita di Baviera        |                        | Alberto I di Baviera         |                               |  |  |       |  |  |                     |  |  |                     |  |
|                              |                        | Margherita di Brieg          | Ludovico I il Giusto          |  |  |       |  |  |                     |  |  |                     |  |
|                              |                        | Margherita di Brieg          | Ludovico I il Giusto          |  |  |       |  |  |                     |  |  |                     |  |
|                              |                        | Margherita di Brieg          | Agnes di Głogów               |  |  |       |  |  |                     |  |  |                     |  |
|                              |                        | Margherita di Brieg          |                               |  |  |       |  |  |                     |  |  |                     |  |

### Fonti primarie
- (LA)  Clivia, Julia, Montia, Marchia, Ravensburgia, antiquae.

### Letteratura storiografica
- (FR)  Histoire généalogique et chronologique de la maison royale de France, tomus I.
- (FR)  #ES Histoire du Bourbonnais et des Bourbons qui l'ont possédé, Volume 1.
- (FR)  Histoire généalogique et chronologique de la maison royale de France, tomus III.